# ディッコリー・ドッキー
ディッコリー・ドッキー（英語表記:Dickory Docky）は、かつて、サンリオ直販部が手がけた手作りクッキーの専門店とそのブランド名である。

## 概要
1982年に事業化構想に着手し、1983年11月に株式会社サンリオ社内の「直販部」（西五反田TOCビル内）によって事業化が企画され、手作りクッキーの専門店を中核としたオリジナルキャラクター商品とギフト商品の企画販売を行うことを主な目的としたブランドの設立と店舗展開を主軸に事業展開がなされた。それは同時に、サンリオの新戦略としても位置付けられていた。
やがて、1984年4月からは拡大事業として「フードギフトショップ」としての展開も行われ、当初企画化・事業化された「コンフェクショナリーショップ」（菓子製造専業販売店）からの拡大を試みた。

## FCシステム
ディッコリー・ドッキーの店舗展開は「最低5坪からの店舗」が可能とされ、フランチャイズ（FC）形式での店舗展開が可能であった。
FC加入に関する窓口は、かつてのサンリオ直販部で、店舗内外装の構築から経営システムの導入や食材の受発注管理も一元化されたシステムをFCの柱としていた。
※出典: